# 菅家秀人
菅家 秀人（かんけ ひでと、1967年〈昭和42年〉6月23日 - ）は、日本の農林水産官僚。

## 来歴
福島県大沼郡昭和村出身。福島県立会津高等学校を経て、1990年（平成2年）3月、東北大学法学部を卒業。同年4月、農林水産省に入省（Ⅰ種・法律）。入省後、農林水産省大臣官房企画評価課調査官、生産局特産振興課地域対策官、財務省主税局税制第二課主税企画官、同理財局総務課たばこ塩事業室長、農林水産省大臣官房食料安全保障課食料自給率向上対策室長、生産局畜産部牛乳乳製品課長、水産庁漁政部企画課長、農林水産技術会議事務局研究調整課長、北陸農政局地方参事官（新潟県担当）、生産局総務課長などを歴任。雪印牛肉偽装事件が発生した際には、品質調査課の担当者としてJAS法の改正案を立案した。
2019年（令和元年）7月8日、農林水産省大臣官房付に異動し、内閣官房内閣審議官（内閣官房副長官補付）兼まち・ひと・しごと創生本部事務局長に就任。
2021年（令和3年）10月1日、農林水産省大臣官房統計部長に就任。在任中、統計部におけるデータ分析の取り組みを推進した。
2023年（令和5年）1月1日、農林水産省大臣官房サイバーセキュリティ・情報化審議官兼公文書監理官に就任。
2024年（令和6年）7月5日、東北農政局長に就任。

## 年譜
- 1990年（平成2年）
  - 3月 - 東北大学法学部卒業[1]
  - 4月 - 農林水産省入省（Ⅰ種・法律）[1]
- 2006年（平成18年）4月 - 農林水産省大臣官房企画評価課調査官[1]
- 2007年（平成19年）4月 - 農林水産省生産局特産振興課地域対策官[1]
- 2008年（平成20年）7月 - 財務省主税局税制第二課主税企画官[1]
- 2009年（平成21年）8月 - 財務省理財局総務課たばこ塩事業室長[1]
- 2011年（平成23年）8月 - 農林水産省大臣官房食料安全保障課食料自給率向上対策室長[1]
- 2012年（平成24年）4月 - 農林水産省生産局畜産部牛乳乳製品課長[1]
- 2014年（平成26年）4月 - 水産庁漁政部企画課長[1]
- 2016年（平成28年）7月 - 農林水産技術会議事務局研究調整課長[1]
- 2017年（平成29年）7月 - 農林水産省北陸農政局地方参事官（新潟県担当）[1]
- 2018年（平成30年）7月 - 農林水産省生産局総務課長[1]
- 2019年（令和元年）7月 - 農林水産省大臣官房付兼内閣官房内閣審議官（内閣官房副長官補付）兼まち・ひと・しごと創生本部事務局長[1][5]
- 2021年（令和3年）10月 - 農林水産省大臣官房統計部長[1][6]
- 2023年（令和5年）1月 - 農林水産省大臣官房サイバーセキュリティ・情報化審議官兼公文書監理官[1][8]
- 2024年（令和6年）7月 - 農林水産省東北農政局長[1][3]